# Uhlany (rejon bereski)
Uhlany (biał. Вугляны; ros. Угляны) – wieś na Białorusi, w obwodzie brzeskim, w rejonie bereskim, w sielsowiecie Zdzitów.
Tuż obok miejscowości znajduje się zjazd z drogi magistralnej  na drogę republikańską , prowadzącą w kierunkach Berezy (na północ) i Drohiczyna (na południe).
W dwudziestoleciu międzywojennym leżały w Polsce, w województwie poleskim, w powiecie prużańskim.